# MUSIC (南波志帆の曲)
「MUSIC」（ミュージック）は、2012年11月7日に発売された南波志帆の5枚目のシングル。

## 解説
- 作詞作曲編曲をandropの内澤崇仁が担当した。
- ミュージックビデオは「髪を切る8の理由。」も手がけた島田大介、アートワークはアルバム「水色ジェネレーション」「髪を切る8の理由。」も手がけた女性クリエイター吉田ユニが担当した。
- カップリングには、エレクトロユニットの80kidzによる「MUSIC」のremixを収録。

## 収録曲
1. MUSIC
作詞・作曲：内澤崇仁［androp］ 編曲：内澤崇仁［androp］・矢野博康
2. MUSIC (80KIDZ Remix)